# Мидвеј (округ Вашингтон, Пенсилванија)
Мидвеј (енгл. Midway, Washington County) град је у америчкој савезној држави Пенсилванија.

## Демографија
По попису из 2010. године број становника је 913, што је 69 (-7,0%) становника мање него 2000. године.
| Група             | 2000.       | 2010.       |
| Белци             | 967 (98,5%) | 898 (98,4%) |
| Афроамериканци    | 5 (0,5%)    | 6 (0,7%)    |
| Азијати           | 2 (0,2%)    | 1 (0,1%)    |
| Хиспаноамериканци | 6 (0,6%)    | 5 (0,5%)    |
| Укупно            | 982         | 913         |